# آنتونوف-۲۱۸
آنتونوف ای‌ان-۲۱۸ (به انگلیسی: Antonov An-218) یک هواپیمای ساخت شرکت آنتونوف است. این هواپیمای دوموتوره توان ترابری 350 مسافر را دارد.